# Rogny-les-Sept-Écluses
Rogny-les-Sept-Écluses ist eine französische Gemeinde mit 699 Einwohnern (Stand: 1. Januar 2022) im Département Yonne in der Region Bourgogne-Franche-Comté; sie gehört zum Arrondissement Auxerre und zum Kanton Cœur de Puisaye (bis 2015: Kanton Bléneau). Die Einwohner werden Rognycois genannt. Seit dem Jahr 1978 erhielt die Gemeinde Rogny den Zusatz „les-Sept-Écluses“, um an die eindrucksvolle, jetzt stillgelegte Schleusentreppe am Canal de Briare zu erinnern.

## Geographie
Rogny-les-Sept-Écluses ist die östlichste Gemeinde des Départements Yonne. Sie liegt etwa 51 Kilometer westsüdwestlich von Auxerre am Canal de Briare. Das Gemeindegebiet wird auch vom Fluss Loing durchquert, in den im Südwesten der Zufluss Beaune einmündet. Umgeben wird Rogny-les-Sept-Écluses von den Nachbargemeinden Dammarie-sur-Loing im Norden, Aillant-sur-Milleron im Nordosten, Champcevrais im Osten, Bléneau im Südosten, Breteau im Süden, Ouzouer-sur-Trézée im Süden und Südwesten, Escrignelles im Südwesten sowie Feins-en-Gâtinais im Westen.

## Bevölkerungsentwicklung
| Jahr                      | 1962 | 1968 | 1975 | 1982 | 1990 | 1999 | 2006 | 2013 | 2020 |
| Einwohner                 | 807  | 787  | 735  | 740  | 725  | 725  | 708  | 770  | 672  |
| Quelle: Cassini und INSEE |      |      |      |      |      |      |      |      |      |

## Sehenswürdigkeiten
- Kirche Saint-Loup
- Sieben Schleusen am Canal de Briare